# Gambrinus

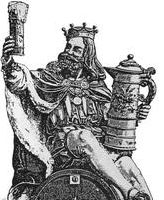
Gambrinus

Gambrinus – legendarna postać uznawana za patrona piwowarów i miłośników piwa, kojarzona z radosnym stylem życia. Utożsamiana jest zwykle z Janem I (Jan Primus), księciem Brabancji żyjącym w XIII w.
Bohater ten występuje w wielu różnych legendarnych opowieściach. Według jednej z nich miał otrzymać dar umiejętności produkcji piwa bezpośrednio od egipskiej bogini Izydy. 
Na jego cześć nazwano nieistniejący już browar w Będzinie założony w XIX w.